# Pitchak
Pour les articles homonymes, voir Pitch.
 (février 2022).
Si vous disposez d'ouvrages ou d'articles de référence ou si vous connaissez des sites web de qualité traitant du thème abordé ici, merci de compléter l'article en donnant les références utiles à sa vérifiabilité et en les liant à la section « Notes et références ».
Le pitchak, parfois appelé pitch, est un jeu traditionnel de jonglage originaire d'Algérie.

## Histoire

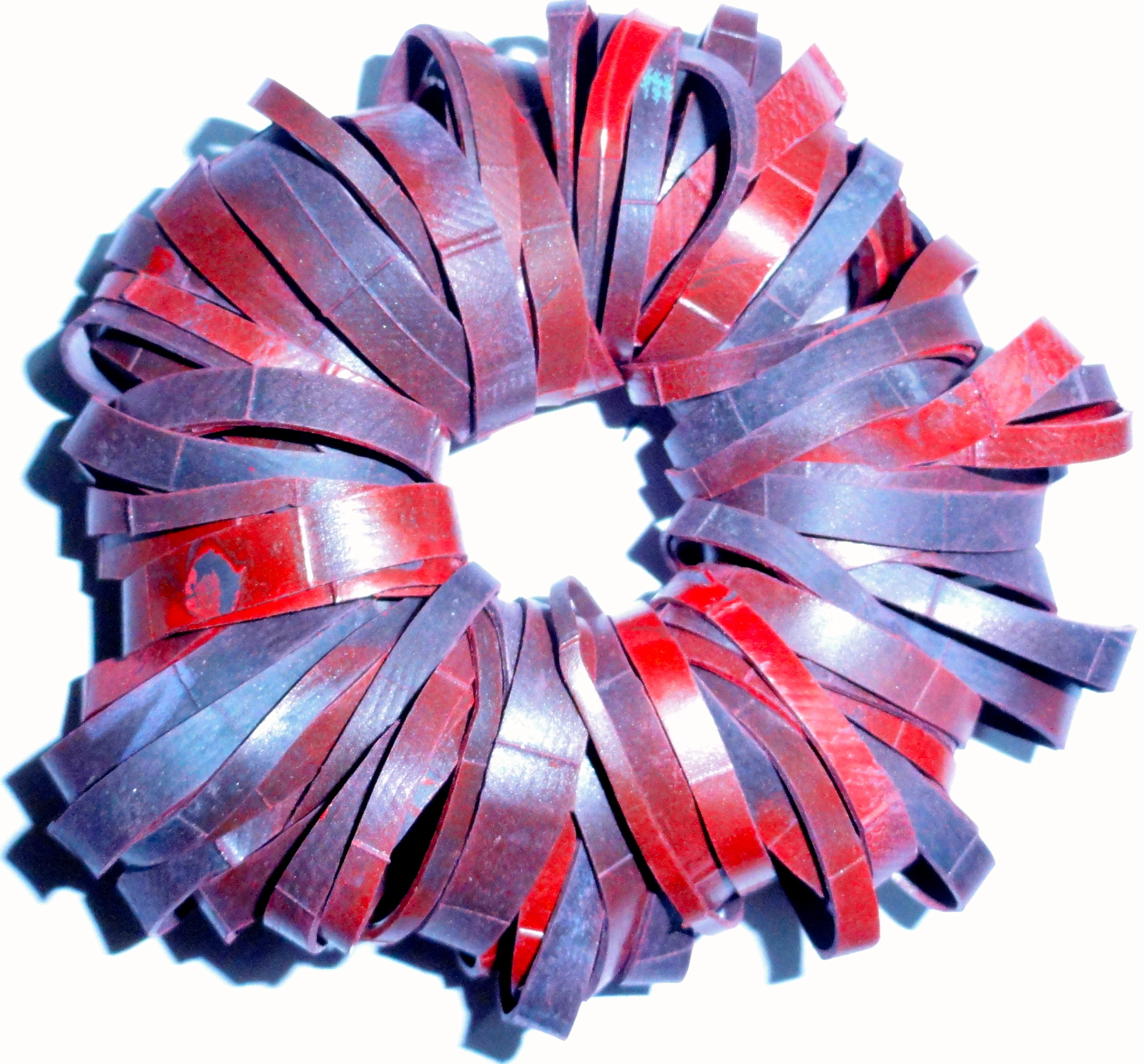
Un pitchak.

Le jeu du pitchak est un jeu traditionnel qui se pratiquait dans les années 1950 en Algérie. Des traces de ce jeu ont été trouvées dans de nombreux pays notamment dans  le pourtour méditerranéen, Plus tard, dans les années 1960 et années 1970, il s'est implanté  dans le Sud de la France par les rapatriés d'Algérie.
Depuis 2000, il a été remis au goût du jour par l'association Pitchak France Solidaire avec un nouveau design.

## Description et règles
Ce jeu de jonglage est basé sur l'habileté motrice et s'apparente aux exercices de jonglage au pied pratiqués par les footballeurs.
Le pitchak de recyclage est fabriqué à partir de vieilles chambres à air de vélo qui sont découpées en fines rondelles et assemblées avec une ficelle pour former une balle de caoutchouc Le pitchak peut se jouer seul en tentant d'effectuer un maximum de jongles avec les pieds, les genoux, la tête et la poitrine.
Il peut se jouer à deux ou à quatre joueurs sous forme de jeu d'opposition. Le terrain est délimité par des cercles de 1 mètre à 1,50 m de diamètre séparés de 1,50 m.
Le service s'effectue en deux temps, soit deux frappes du pied, soit une frappe du genou suivie d'une frappe du pied. Pour marquer un point, il suffit de faire tomber le pitchak dans le terrain de l'adversaire. Chaque manche se déroule en onze points, il faut deux points d'avance pour gagner la manche.
Le match peut se dérouler en deux ou trois manches gagnantes. Les matchs en double s'effectuent sur deux terrains de simple réunis. Le jeu se veut être un jeu non-violent praticable par tous et partout.
Il a été défini comme un jeu solidaire dont les événements, la diffusion et toutes les rencontres auront un caractère de solidarité en direction des causes humanitaires.